# کیک‌بوکسور: تلافی
کیک‌بوکسر: تلافی (به انگلیسی: Kickboxer: Retaliation) نام یک فیلم سینمایی در ژانر فیلم رزمی محصول سال ۲۰۱۸ آمریکا و ادامه فیلم کیک‌بوکسور: انتقام (۲۰۱۶) می‌باشد.

## خلاصه داستان فیلم
داستان فیلم «کیک‌بوکسر: تلافی ۲۰۱۸” کورت اسلون، ( با بازی آلن موسی ) یک سال پس از اتفاقات : کیک‌بوکسور: انتقام»، قول داده‌است هرگز به تایلند بازنگردد. با این حال، در حالی که برای یک عنوان رزمی کار ترکیبی آماده می‌شود، این بار به زندانی در تایلند بازمی‌گردد و…